# دست تنها (فیلم ۱۴۰۳)
دست تنها فیلمی ایرانی به کارگردانی امیرحسین ثقفی محصول سال ۱۴۰۳ است.

## خلاصه فیلم
دو مرد خیابان‌گرد در پی نجات زنی شهر را جست‌وجو می‌کنند.